# Туалеты в Японии

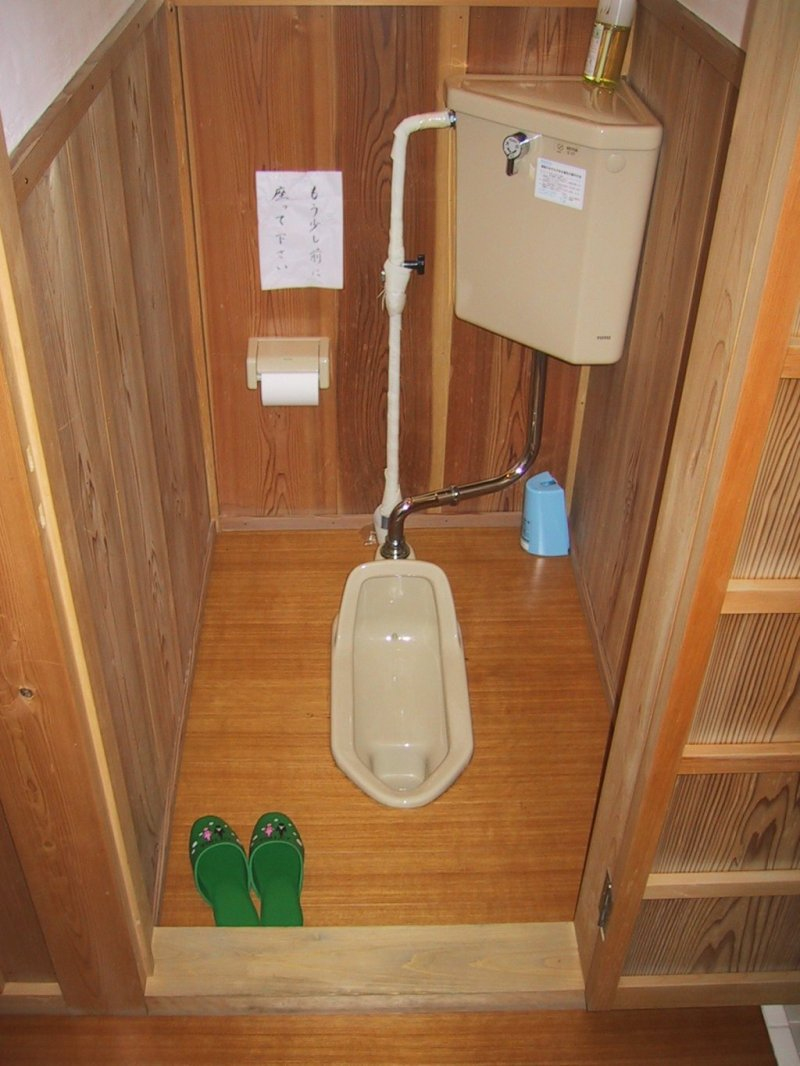
Современные японцы сидят в туалете на корточках в т. н. туалетных шлёпанцах. Надпись слева от вертикальной трубы гласит: «Пожалуйста, сядьте на корточки»

В Японии существуют два типа туалетов. Первый тип, существующий в Японии издревле, представляет собой отверстие в полу, обычно устанавливается в общественных туалетах. Второй тип, унитаз и писсуар, появился после Второй мировой войны и стал привычным в домах рядовых японцев.
Большое количество японских унитазов оборудовано биде, которое в Японии называется «восюрэтто» (яп. ウォシュレット) (от англ. washlet < washing toilet). Современные модели выполняют множество дополнительных функций. Например, такие унитазы могут открывать крышку, когда зафиксировано присутствие человека, мыть нужные места струёй воды с подогревом, после этого сушить тёплым воздухом, автоматически смывать и закрывать крышку. В 2017 Toto, Panasonic и Toshiba договорились об использовании единой системы обозначений функций устройств на пультах управления. По состоянию на январь 2022 года компанией Toto было продано более 60 миллионов восюрэтто.
Японское слово тойрэ (яп. トイレ) является транскрипцией англ. toilet и используется как для обозначения помещения, так и для обозначения унитаза. Также распространён эвфемизм отэарай (яп. お手洗い), что фактически означает «омовение рук».
Научные конференции по туалетной тематике проводятся в масштабах всей Японии каждый год. В 1985 году было создано японское «Общество туалетов», которое ежегодно стало проводить конкурс на определение лучших общественных туалетов. В числе критериев — отсутствие неприятных запахов, чистота, дизайн, конструкция здания, отзывы посетителей и даже название. Пять отхожих мест (самое древнее из них относится к XIV веку) объявлены в Японии важным культурным достоянием; в Токио существует Музей туалетной истории.

## История туалета в Японии
В древние времена охотники и собиратели, не имевшие постоянного места жительства, не имели также и фиксированных мест для справления нужды. С переходом протояпонцев к оседлому образу жизни (IV—III тыс. до н. э.) в качестве туалета они использовали помойку, куда вместе с тем они выбрасывали всё, что им было больше не нужно (пищевые остатки, трупы собак и людей).
Одно из первых упоминаний туалета в японских мифах относится к мифологически-летописному своду «Кодзики» («Записи о делах древности», 712 г.): в нём приводится история о жившем по преданию на рубеже I—II веков правителе Кэйко, отправившем старшего сына за двумя красавицами, которых намеревался взять в жёны. Однако сын сам женился на них, а отцу привёл других девушек. Раскусивший обман Кэйко поручил своему младшему сыну Ямато Такэру проучить старшего. Как говорится в «Кодзики», исполнив волю отца, Ямато отчитался перед ним:

Когда рано утром старший брат зашёл в отхожее место, я уже поджидал его там. Я напал на него, схватил его, убил его, руки-ноги повыдергал, завернул тело в циновку и выкинул.

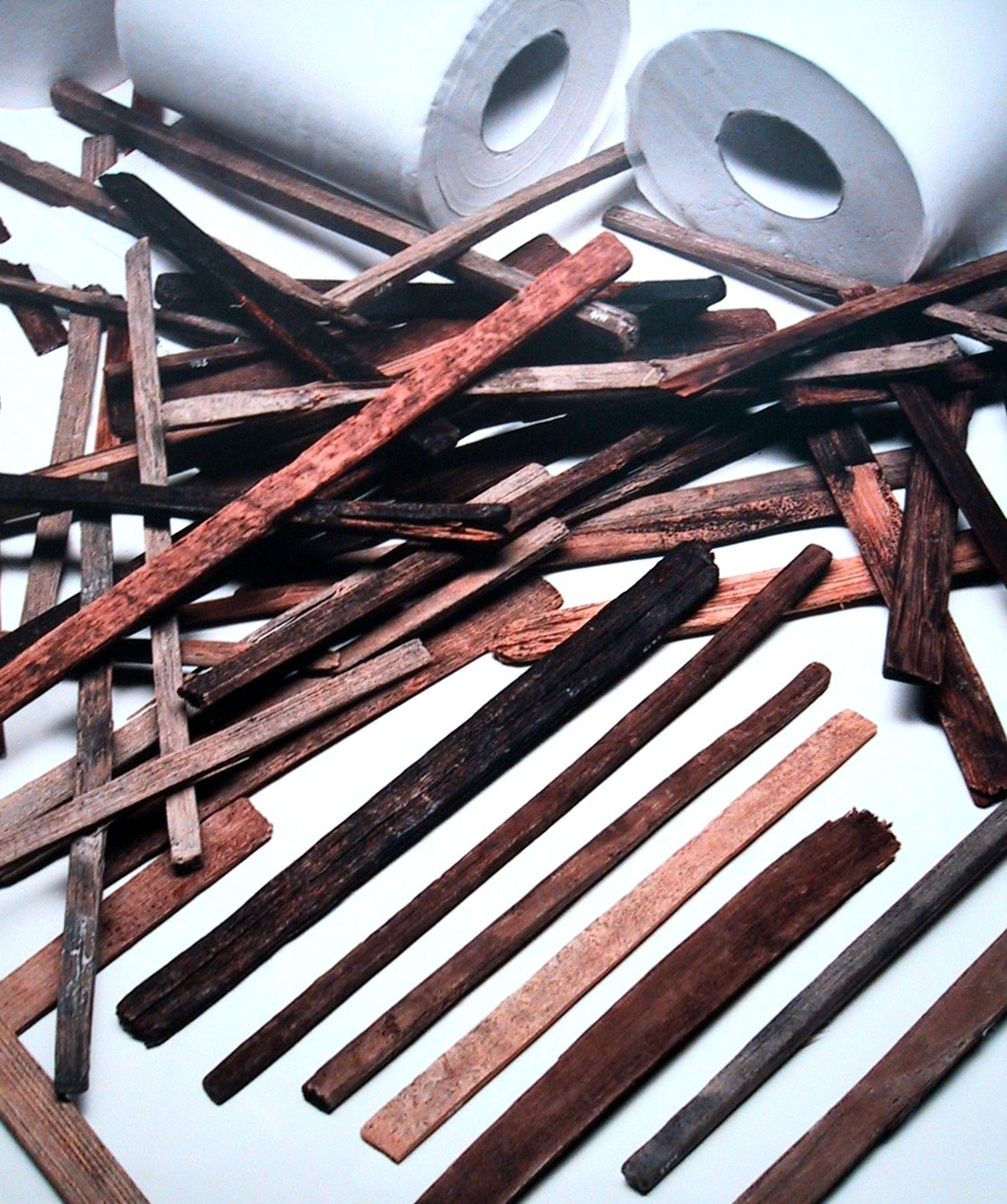
В период Нара деревянная туалетная бумага называлась тю-ги. На фоне обычного рулона для сравнения

Первые документальные археологические сведения, рассказывающие о конструкционных особенностях японских туалетов, относятся к концу VII века. Тогда была построена первая постоянная резиденция императоров страны — Фудзивара, в которой, по оценкам историков, могло проживать от 30 до 50 тыс. человек (с плотностью от 1100 до 4600 человек на км²). Для борьбы с нечистотами использовались проложенные по территории города каналы. По ответвлениям от них вода поступала на участки, в которых располагались туалеты, представлявшие собой прямоугольные ямы размером около 150 на 30 см. Поступавшая по отводам из уличных каналов вода протекала через эти ямы и вместе с нечистотами возвращалась обратно в каналы, уже оттуда — в реки. Аналогичным образом были устроены туалеты в следующей японской столице — Нара (710—784).
Археологами также найдены туалеты другого типа, относящиеся к этому же времени: туалетные домики кавая («речной домик») устраивались на мостиках, переброшенных через магистральные пятиметровые каналы; японцы считали, что умеренное внесение в воду фекалий способствует росту рыбы. Такие домики окончательно исчезли в удалённых районах Японии после Второй мировой войны.

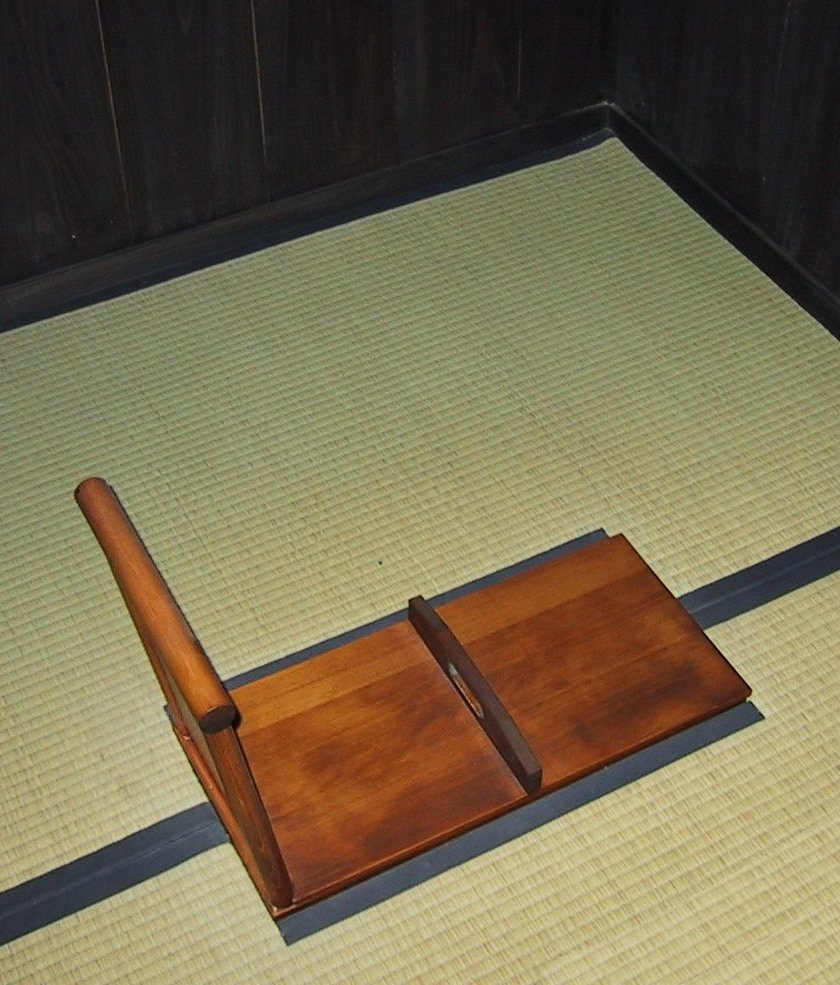
Туалет богатого японца эпохи Мэйдзи около Накацугава.

В прошлом вместо туалетной бумаги японцы использовали менее дорогой материал — дерево. Небольшие деревянные дощечки моккан (длиной 25 и шириной 2—3 см) служили для чиновников, чьё число только в столице доходило до 7000 человек, материалом для деловых посланий, упражнений в иероглифике либо аналогом записной книжки. Когда сделанная надпись делалась ненужной, она соскребалась ножом, и дощечки были вновь готовы для записей. После окончательного истончения моккан мог служить и в качестве туалетной бумаги. Для этой же цели могли быть использованы листья деревьев и водоросли.
С удешевлением бумаги использование мокканов сошло на нет. В 794 году была построена новая столица — Хэйан (ныне — Киото). Его аристократические жители жили в домах, планировка которых не предусматривала места для постоянного туалета. В его качестве использовался прямоугольный деревянный пенал больших размеров, предварительно заполненный абсорбентом — золой или древесным углём. Такой туалет использовался не только ночью, но и днём, поэтому к нему была приделана рукоятка, за которую слуги таскали его к тем, для кого он предназначался. Процедура отправления естественной надобности не была приватной: одежда японских аристократок состояла из обёрток-халатов, число которых доходило до двадцати, без застёжек, и дама была не в состоянии в одиночку справить нужду, не снимая одежду. Для этого её служанка, держась на расстоянии, приподнимала специальным шестом её накидки и выдвигала пенал в пространство между накидками и полом.

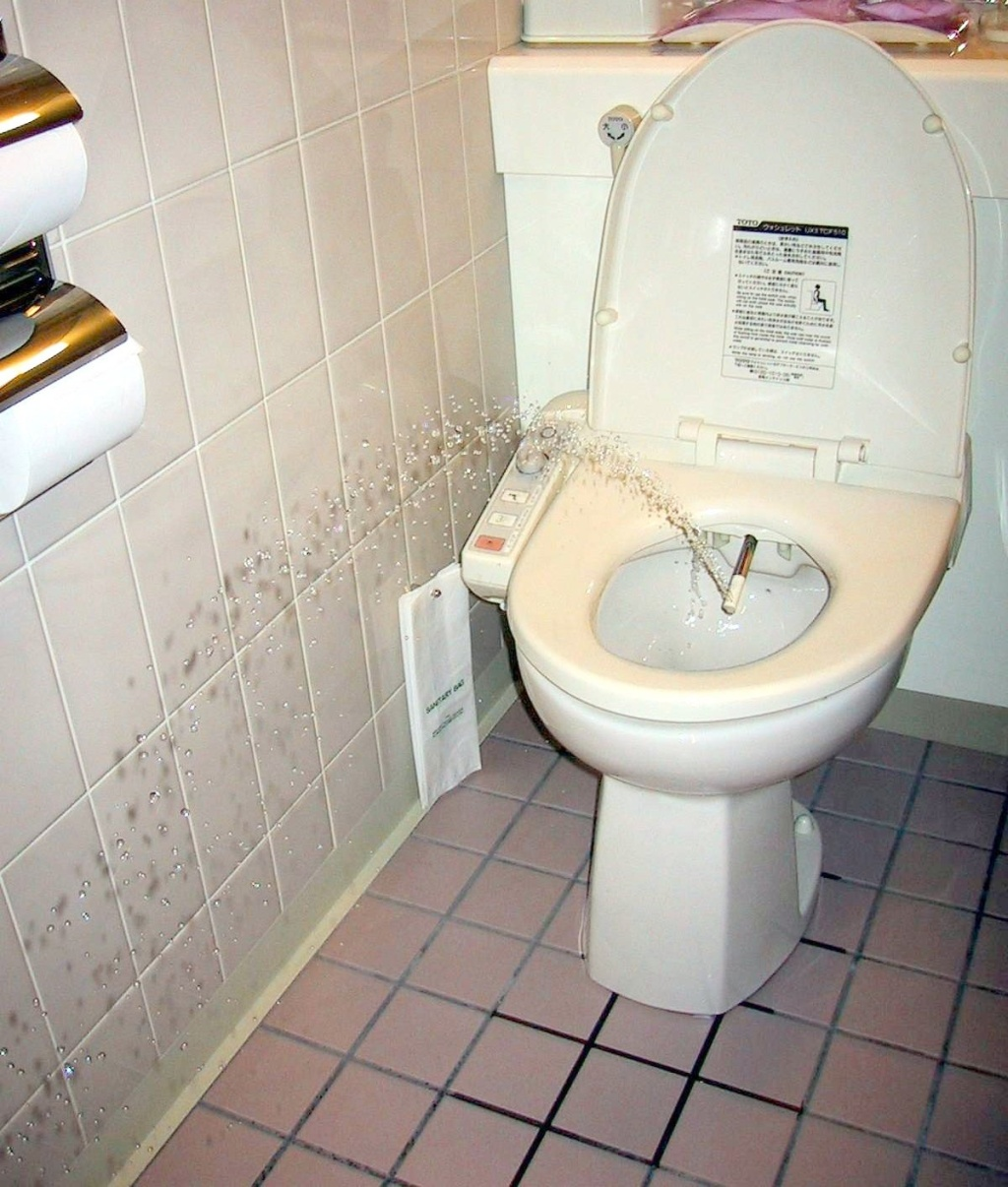
Биде

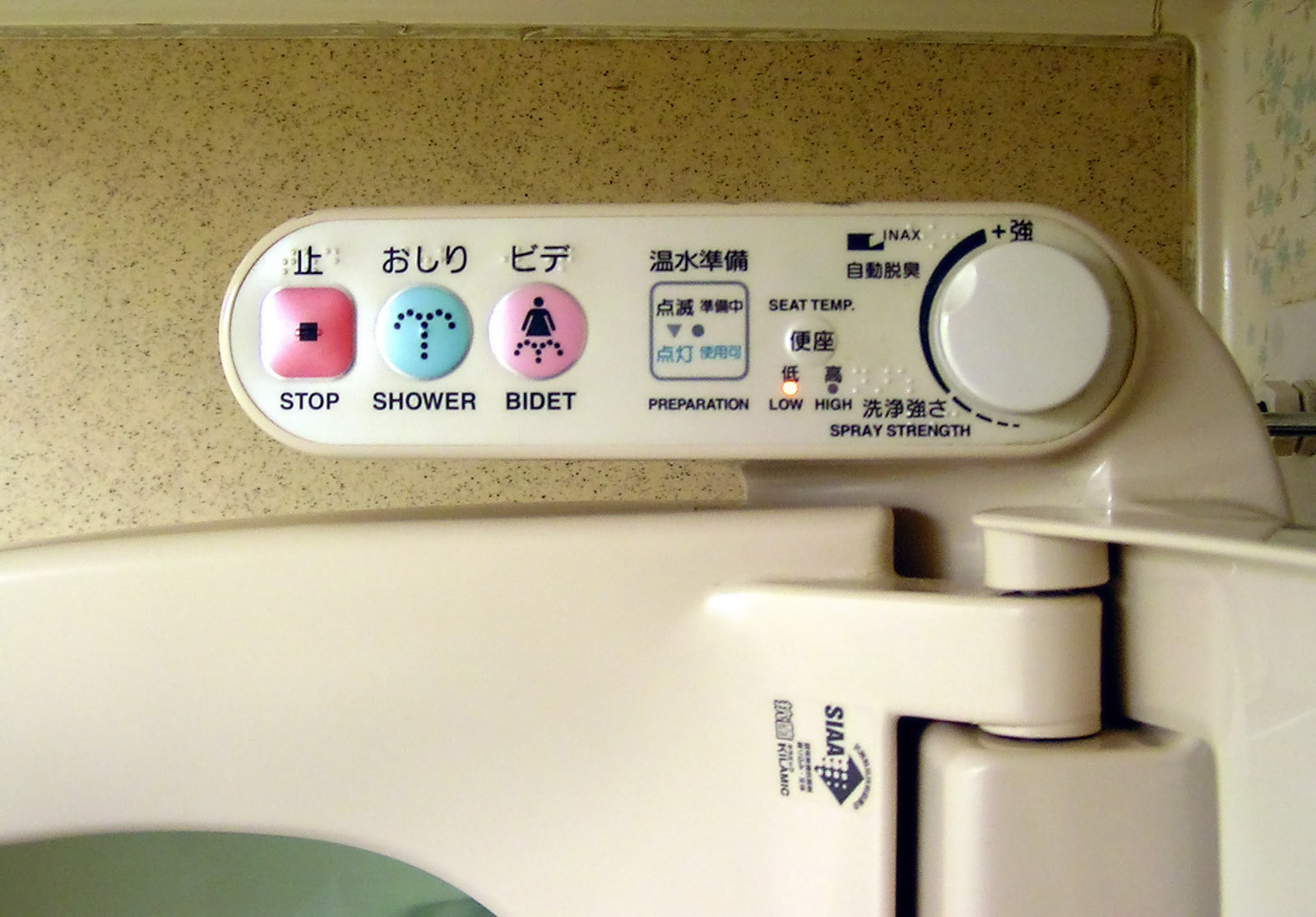
Управление современным японским туалетом

В каждом дзэнском монастыре туалет существовал в качестве одного из сакральных строений, предписанных каноном. В случае, если монах прерывал ежедневную медитацию для справления нужды, ему полагалось наказание в виде колочения бамбуковой палкой. Один из патриархов дзэн-буддизма Догэн (1201—1253) в своём наставлении последователям-монахам писал:

Отправляясь в отхожее место, бери с собой полотенце. Повесь его на вешалку перед входом. Если на тебе длинная ряса, повесь её туда же. Повесив, налей в таз воды до девятой риски и таз держи в правой руке. Перед тем как войти, переобуйся. Дверь закрывай левой рукой. Слегка сполоснув водой из таза судно, поставь таз перед входом. Встань обеими ногами на настил, нужду справляй на корточках. Вокруг не гадить! Не смеяться, песен не распевать. Не плеваться, на стенах не писа́ть. Справив нужду, подтираться либо бумагой, либо бамбуковой дощечкой. Потом возьми таз в правую руку и лей воду в левую, коей хорошенько вымой судно. После этого покинь отхожее место и вымой руки. Мыть в семи водах: три раза с золой, три раза с землёй, один раз — со стручками. После чего ещё раз сполосни руки водой.
Отдельно стоящий стационарный туалет, который можно было вычищать по мере заполнения, появился по крайней мере в XIII веке. Первые общественные туалеты были построены в городе Иокогама в XIX веке. В 1889 в другом японском городе Осака их насчитывалось уже около полутора тысяч. В современной Японии туалетом оснащены каждая железнодорожная станция, крупные магазины. В поездах пользоваться им разрешено даже на остановках, поскольку экскременты не проваливаются на полотно, а собираются в специальную ёмкость. Туалеты европейского типа по состоянию на 2002 год имеются в 55 % частных домов и в 92 % квартир.

## Комментарии
1. ↑  А. Н. Мещеряков приводит следующие названия туалетов: «Рукомойня отшельников», «Морской воздух», «Шум прибоя»'"`UNIQ--ref-00000008-QINU`"'.
2. ↑  Домики на Филиппинах, во Вьетнами и Индонезии, аналогичные японским кавая, строились прямо над нерестилищами'"`UNIQ--ref-0000001E-QINU`"''"`UNIQ--ref-00000020-QINU`"'.
3. ↑  Ввиду его бактерицидных свойств, стручки дерева гледичия использовались при мытье вместо мыла'"`UNIQ--ref-00000033-QINU`"'.